# Козявка ивовая
Козявка ивовая (лат. Lochmaea caprea) — вид листоедов (Chrysomelidae) из подсемейства козявок (Galerucinae). Распространён в палеарктическом регионе от Испании до Японии. 

## Описание
Жуки длиной 4–6 мм с чёрной головой. Лоб и темя пунктированы, не блестящие.

## Биология
Жуки питаются листьями березы и ивы, образуют две относительно изолированные экологические расы. При питании на несвойственных расе кормовых растениях жуки или погибают или потребляют значительно меньше корма.